# Käsivarsi
A Käsivarsi (Käsivarren erämaa-alue) Finnország északnyugati nyúlványában található védett övezet. A Lappföld finnországi részén elterülő 11 természetvédelmi terület egyike, közülük a legtöbb látogatót vonzza. 

## Elnevezése
A käsivarsi finn szó "kart" jelent, ami a térképen az ország törzséből kinyúló területrészre utal. A käsi magyarul kéz, a finnugor nyelvrokonság egyik jele.  A természetvédelmi terület hivatalos nevének további részei szó szerint „vad vidéket” vagy „vadont” jelentenek magyarul.

## Leírása
A Skandináv-hegységnek a Finnország területére nyúló részének csaknem egészét foglalja magába. 1991-ben hozták létre 2206 km² területen. A táj fátlan hegyvidék, fjell, a hegyeket a jégkorszak során koptatta hullámosra a kilométeres vastagságú jégréteg. Finnország összes 1000 méteren felüli hegycsúcsa ezen a területen van, kivéve a közeli Saanát ami nem tartozik a természetvédelmi területhez. 